# Naji al-Ali
Naji Salim al-Ali (àrab: ناجي سليم حسين العلي, Nājī Salīm Ḥusayn al-ʿAlī) (Al-Shajara, vers 1938 - Londres, 29 d'agost de 1987) va ser un dibuixant, humorista gràfic i artista palestí, conegut principalment per la crítica de l'ocupació israeliana i dels dirigents àrabs en la seva obra.

## Biografia
Naji al-Ali nasqué a la localitat palestina d'Al-Shajara (Galilea), d'on fou expulsat amb la seva família el 1948, afegint-se a l'èxode palestí posterior a la fundació d'Israel. Assistí a l'escola de la Unió d'Esglésies Cristianes, al camp de refugiats d'Ain al-Hilweh, a Sidó (Líban), i després d'obtenir el graduat, marxà a Trípoli. Més tard, després de seguir estudiant durant 2 anys, es traslladà a Beirut, vivint en una tenda al camp de refugiats de Xatila i treballant en diferents fàbriques i tallers. El 1957 obtingué un títol de mecànic i marxà a treballar a Aràbia Saudita durant dos anys. El 1959 tornaria al Líban, on començaria a publicar els seus dibuixos, a partir de 1961 com a acompanyament dels articles del periodista i escriptor Ghassan Kanafani, al diari Al-Hurriya.
Prengué part en el Moviment dels Nacionalistes Àrabs durant els anys 60, i col·laborà en diverses publicacions. Pels seus treballs i activitats polítiques fou empresonat fins a 4 vegades al Líban, havent de deixar els seus estuis a l'Acadèmia d'Arts del Líban. Més tard es traslladaria a Kuwait on treballaria per diversos diaris i revistes àrabs. tornaria més tard al Líban, essent detingut durant l'ocupació israeliana d'aquest país, i es traslladaria finalment a Londres, el 1985.
Dibuixà al llarg de la seva vida més de 40,000 vinyetes, que sovint reflectiren l'estat general de l'opinió palestina i àrab, amb agudes crítiques i comentaris sobre la política i els polítics de l'Orient Mitjà. Potser el seu personatge més conegut és Handala, també solia dibuixar un home pobre i escardalenc, que representava el patiment i dignitat del poble palestí i les classes populars, i un home gras i opulent, que representava els líders àrabs acomodats que Naji al-Ali criticava amb duresa per les seves claudicacions i polítiques d'esquena al patiment del poble.
Naji al-Ali publicà tres llibres amb les seves historietes, els anys 1976, 1983 i 1985, i en preparava un quart en el moment de la seva mort.
El 1979, Naji al-Ali fou elegit president de la Lliga de Dibuixants Àrabs. El 1979 i el 1980, rebé el primer premi en la mostra de dibuixants àrabs de Damasc. La International Federation of Newspaper Publishers el premià amb el "Golden Pen of Freedom" (la ploma daurada de la llibertat) de manera pòstuma el 1988.
Naji al-Ali fou víctima a Londres d'un atemptat d'autoria desconeguda el 22 de juliol 1987, i morí cinc setmanes després. Les sospites de la responsabilitat d'aquest assassinat recauen en Israel, en l'OLP, en la persona d'Arafat i també en els governs de les teocràcies islàmiques de la regió, sense que cap teoria tingui, fins avui, una demostració convincent.

## Handala
Potser el seu personatge més conegut és Handala, dibuixat com un infant testimoni de l'episodi o esdeveniment caricaturitzat, i que ha esdevingut una icona de la resistència palestina.
L'artistà explicà que simbolitzava el noi de 10 anys que hagué d'abandonar la seva terra per l'expulsió dels palestins en crear-se Israel i que no creixeria fins al dia del retorn dels refugiats.